# Wiatrak w Samoklęskach
Wiatrak w Samoklęskach – niewielki rolkowy młyn wiatrowy, zbudowany w 1950 (lub 1936),  znajdujący się w miejscowości Samoklęski.
Nieduże drewniane chłopskie wiatraki gospodarskie były charakterystycznym akcentem krajobrazu Pogórza w prawie całym XX w.

## Historia
Drewniany wiatrak rolkowy zbudował na własnej działce Józef Ciomcio w 1950 w Samoklęskach z przeznaczeniem do przemiału zboża, głównie na własne potrzeby. Reprezentuje grupę małych chłopskich młynów wiatrowych masowo powstałych w pierwszej połowie i na początku drugiej XX w. na Pogórzu. Na obszarze obejmującym kilkadziesiąt miejscowości w okolicach Gorlic, Jasła, Krosna, Strzyżowa i Brzozowa w czasie jednego półwiecza zbudowano blisko 2 000 wiatraków, a w okolicy Nowego Żmigrodu około 35–40 tego typu budowli. Niespotykane nigdzie indziej w Polsce powszechne zainteresowanie budową małych wiatraków gospodarskich uzasadnione było warunkami społeczno-gospodarczymi ludności Podkarpacia. Duże rozdrobnienie gospodarstw chłopskich, nadmiar rąk do pracy, duża migracja zarobkowa hamowały postęp techniczny na wsi i sprzyjały utrzymywaniu się tradycyjnych form gospodarowania. Mimo dużej liczby młynów wodnych, 80% zużywanego w gospodarstwie chłopskim ziarna przerabiane było w ręcznych żarnach lub w nożnych stępach. Dlatego budowa własnego wiatraka zastępowała niezmiernie uciążliwą i czasochłonną pracę przy żarnach. Zwykle pracowały one na potrzeby jednego gospodarstwa.
Elektryfikacja wsi spowodowała, że razem z nadejściem trzeciej ćwierci XX w. niemal wszystkie pogórzańskie wiatraki odeszły do historii. Obiekt w Samoklęskach to jeden z nielicznych zachowanych.

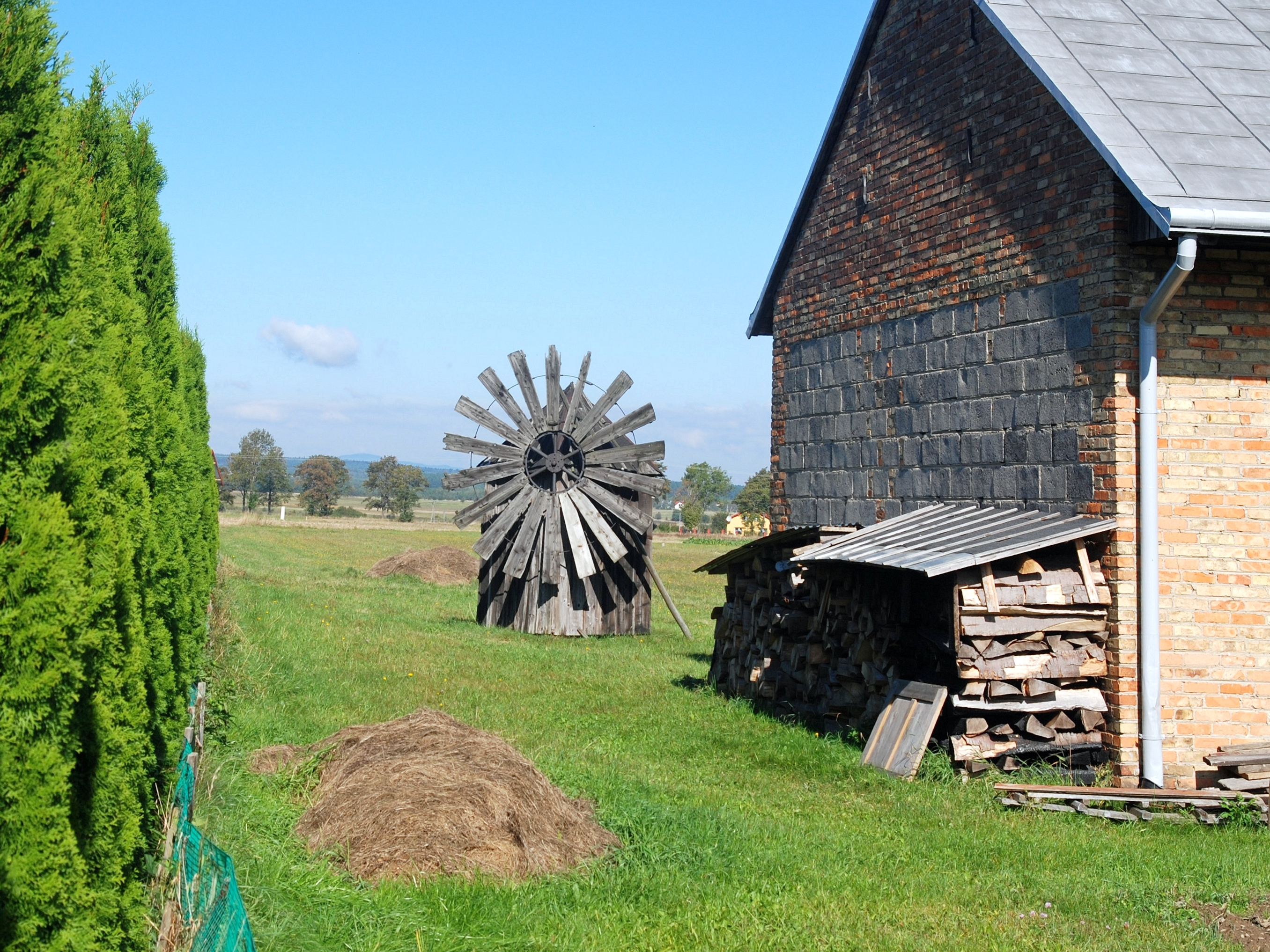
Otoczenie
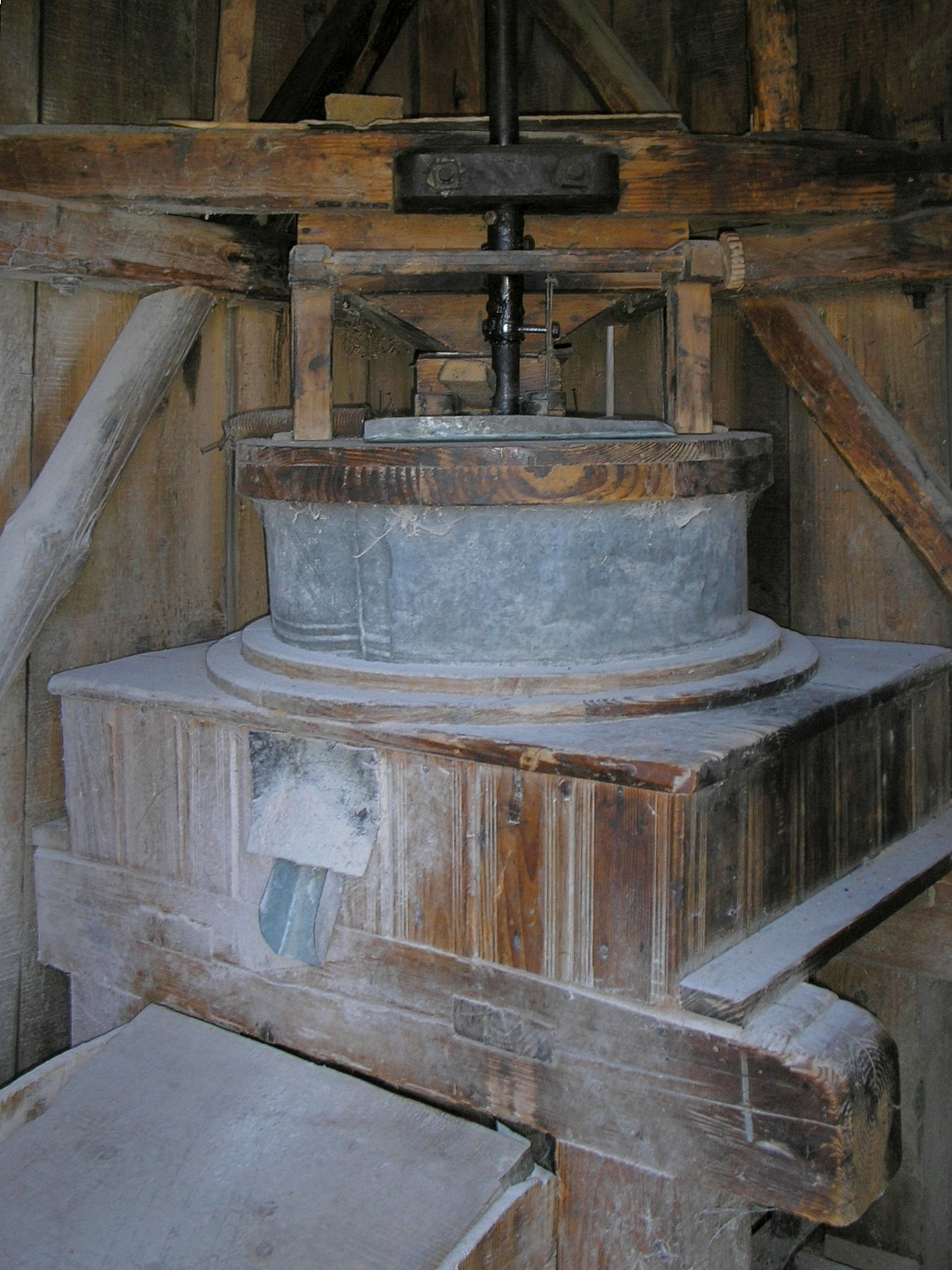
Wnętrze
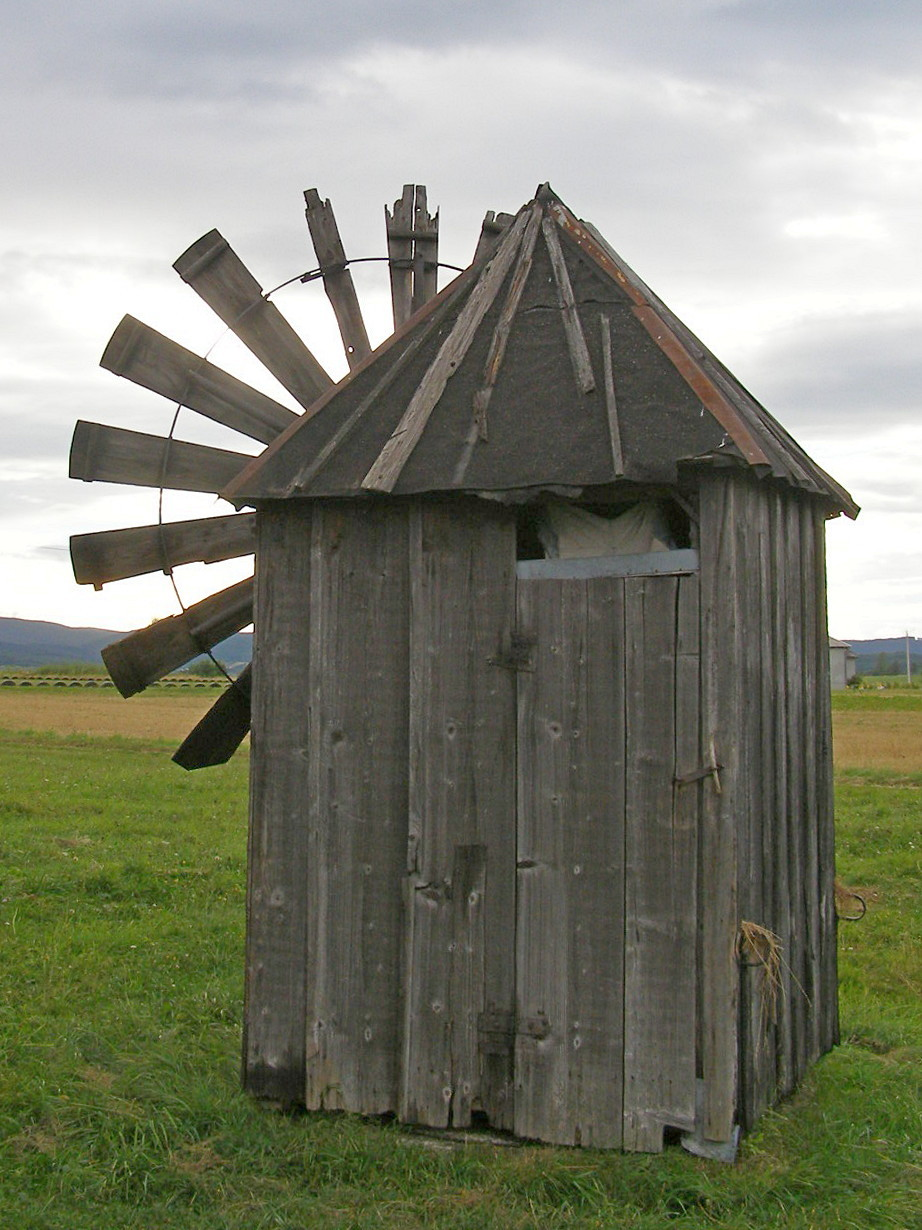
Widok od strony wejścia

## Opis
Pogórzańskie wiatraki różniły się od dużych tego typu młynów wiatrowych przede wszystkim wielkością budynku, jego konstrukcją, rozwiązaniem technicznym skrzydeł oraz wyposażeniem wnętrza. Omawiany wiatrak charakteryzuje się nietypowym ustawieniem koła wiatrowego. Wał skrzydłowy umieszczony jest tutaj na przekątnej rzutu budynku, co sprawia, że skrzydła znajdują się przy narożniku młyna. W praktyce pozwalało to ustawić żarna w narożniku młyna i wygodniejszą ich obsługę.
Wiatrak z Samoklęsk reprezentuje typ paltrakowy. Pod podłogą młyna znajdują się 3 metalowe kółka, które tocząc się po prowadnicy umieszczonej na betonowej podstawie, pozwalają obrócić i ustawić wiatrak do kierunku wiatru. Zbudowany jest na rzucie kwadratu o długości boku 175 cm. Ściany o wysokości 200 cm konstrukcji szkieletowej, proste, oszalowane pionowo deskami. Nakryty dachem brogowym, pokrytym dranicami. 
System transmisji siły wiatru na kamienie żarnowe składa się z następujących elementów połączonych ze sobą:
- Koła wiatrowego[5] o średnicy 260 cm, które składa się z 18 skrzydeł-łopatek wykonanych z desek, umieszczonych na trójkątnych wspornikach przymocowanych do dwóch współśrodkowych okręgów. Okręgi z grubego drutu zbrojeniowego osadzono na 6 stalowych rurach rozchodzących się promieniście od wału skrzydłowego. Jest to udoskonalony sposób poboru mocy wiatru. Koło wiatrowe pojawiło się w latach 20. XX w. i wyparło wcześniejsze młyny skrzydłowe.
- Wału skrzydłowego wykonanego z kawałka lufy z rozbitego w czasie wojny czołgu. Wrak czołgu stał w Polanach. Na wale osadzono koło trybowe, które pochodzi z mechanizmu różnicowego ciężkiego amerykańskiego samochodu transportowego
- Sochy czyli metalowej pionowej żarnówki, która zakończona na górze małym kołem trybowym tworzy przekładnię poziomego obrotu wału skrzydłowego na pionowy żarnówki. Socha wprawia w ruch górny kamień żaren[3].

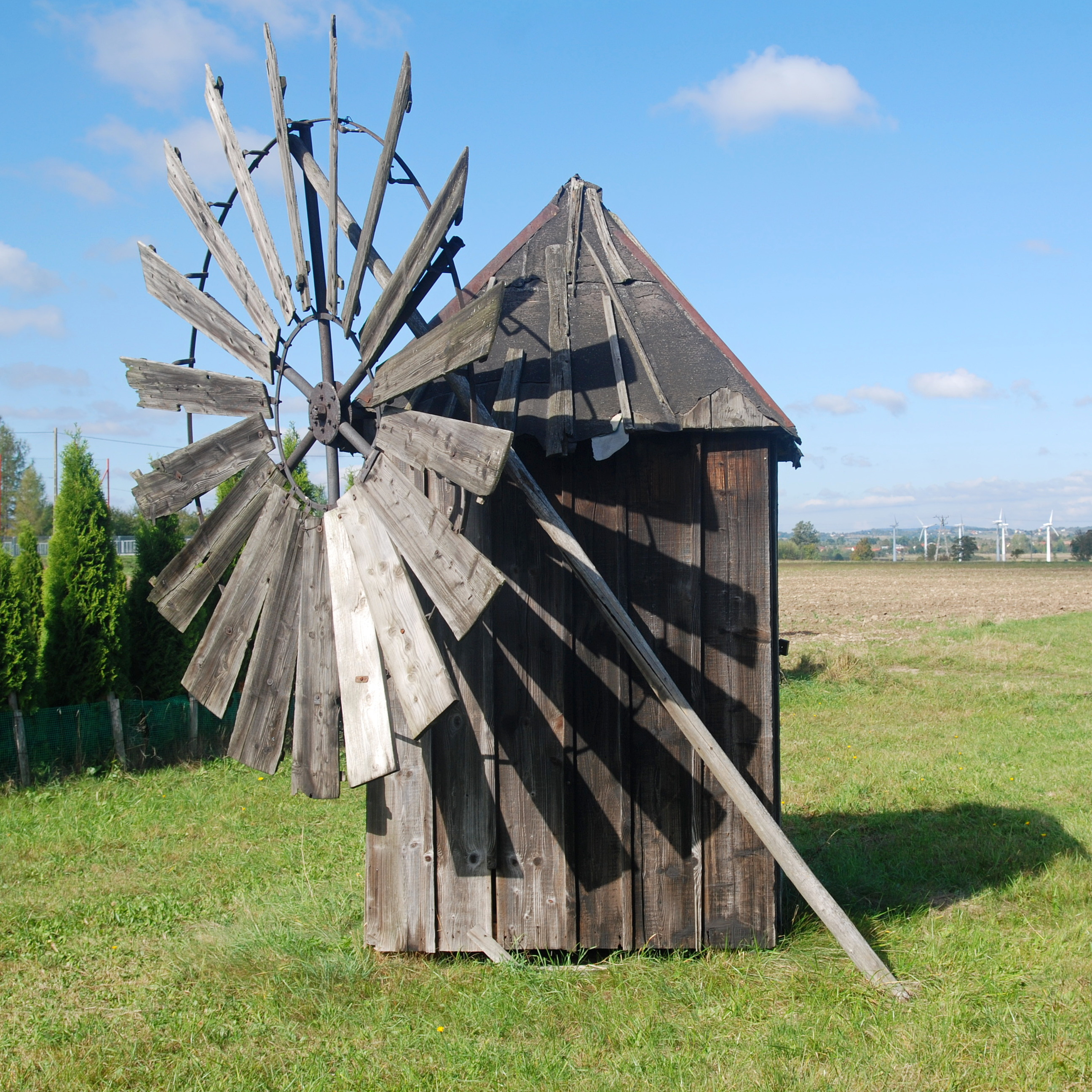
Widok boczny
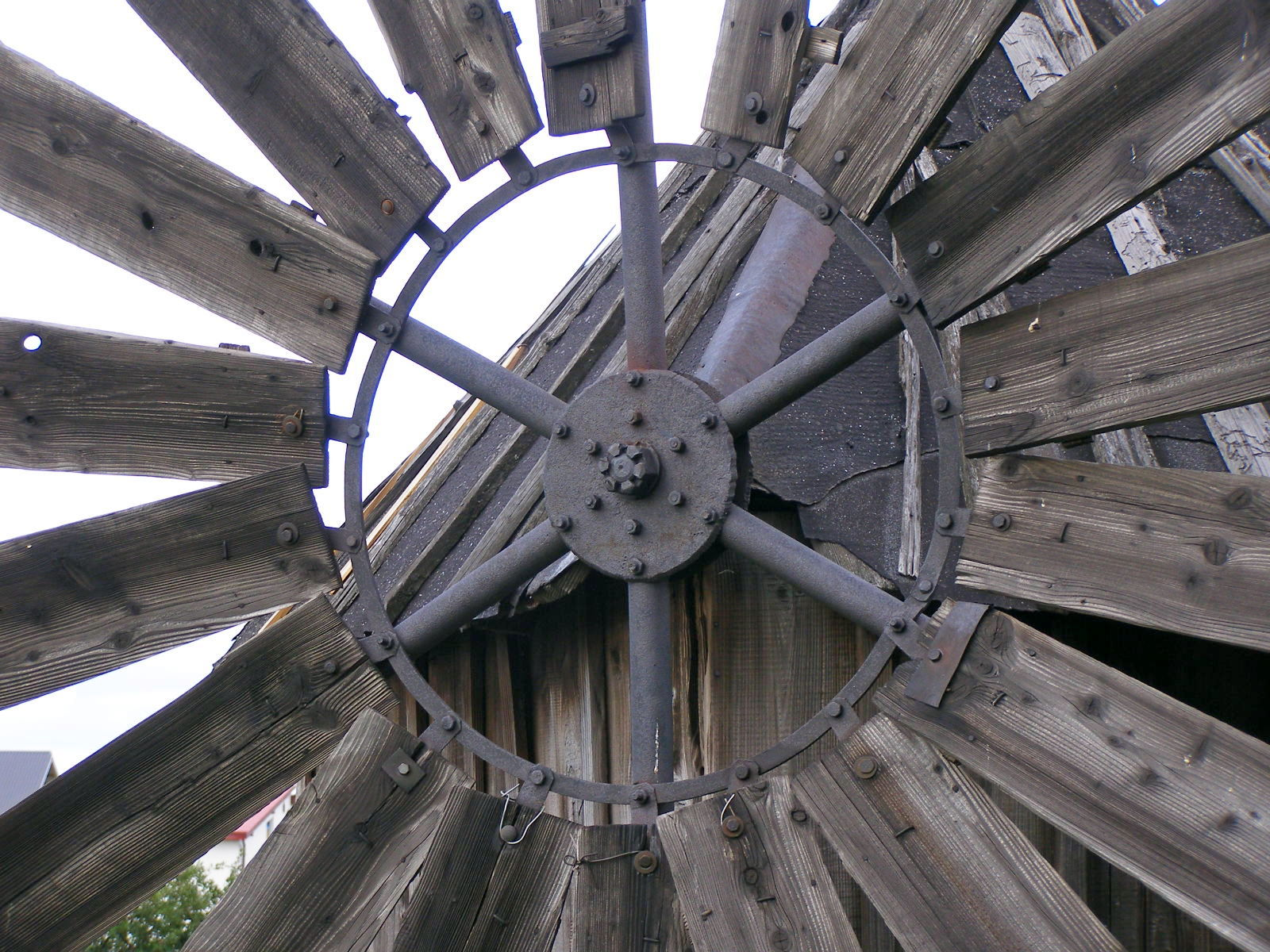
Koło wiatrowe
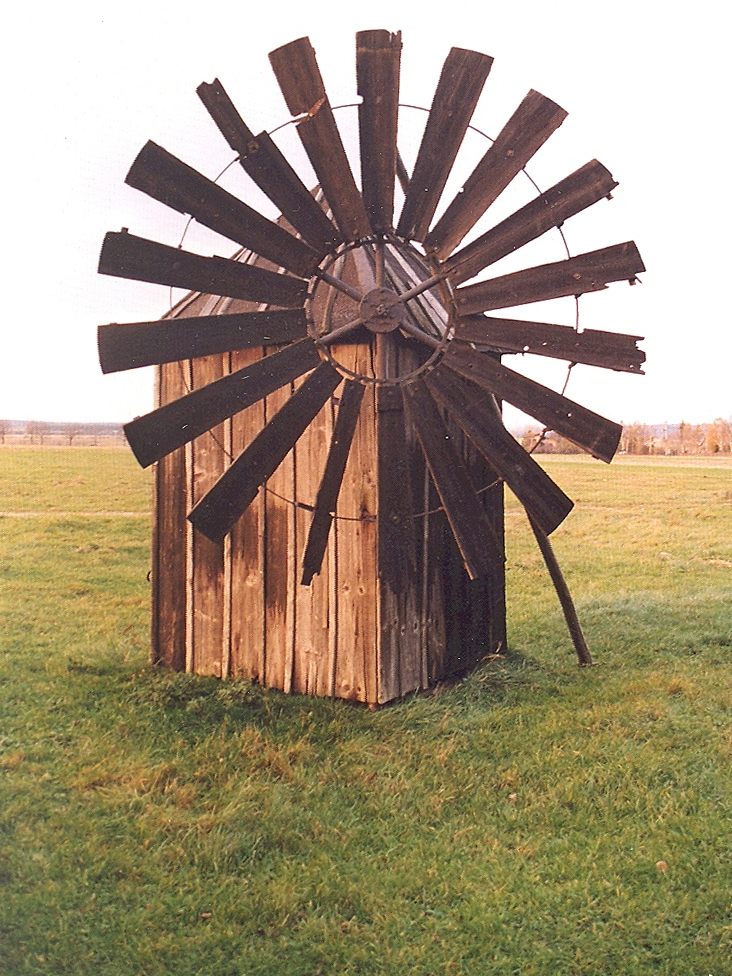
Stan w 2001

## Znaczenie
W latach 90. XX w. rodzina właściciela w sposób świadomy podtrzymywała tradycje użytkowania wiatraka, aby utrzymać go w dobrym stanie. Według oceny byłego Wojewódzkiego Konserwatora Zabytków w Przemyślu ze względu na zastosowane w nim rozwiązania konstrukcyjne charakterystyczne terenowi jego występowania obiekt powinien być chroniony.
W Gminnym programie opieki nad zabytkami gminy Osiek Jasielski na lata 2019–2022 wiatrak w Samoklęskach został ujęty w gminnym spisie zabytków nieruchomych jako wiatrak w Samoklęskach przy nr 148 (data powstania 1936). Jest to jeden z dwóch wiatraków ujętych w tym rejestrze; drugi znajduje się w Mrukowej. 